# 聖本篤 (愛荷華州)
聖本篤（英語：St. Benedict）是位於美國愛荷華州科蘇特縣的一個人口普查指定地區。

## 人口
根據2010年美國人口普查的數據，聖本篤的面積為1.99平方千米，當中陸地面積為1.99平方千米，而水域面積為0.00平方千米。當地共有人口39人，而人口密度為每平方千米19.6人。